# سورن بوغوسیان (خواننده)
سورن پوغوسیان (ارمنی: Սուրեն Պողոսյան؛  زادهٔ ۱۹۴۳ - درگذشته ۱۰ مهٔ ۲۰۰۹) [[]]، خواننده و نوازنده اهل ارمنستان بود.

## زندگی‌نامه
وی در ۱۹۴۳ در تفلیس به دنیا آمد . وی در در ۱۰ مه ۲۰۰۹ سن سالگی در مسکو درگذشت.